# Schiwko Milanow
Schiwko Kirilow Milanow (bulgarisch Живко Кирилов Миланов, wiss. Transliteration Živko Kirilov Milanov; * 15. Juli 1984 in Sofia) ist ein ehemaliger bulgarischer Fußballspieler.

## Karriere
Milanow begann seine Karriere 1995 bei Lewski Sofia. Von 1995 bis 2002 spielte er in der Jugendmannschaft. 2002 gab er sein Pflichtspieldebüt für Lewski. Seit der Saison 2002/03 konnte er mit dem Verein drei Meisterschaften (2006, 2007, 2009), drei Pokalsiege (2003, 2005, 2007) und drei Supercups gewinnen (2003, 2005, 2007). Im Januar 2010 verließ der Abwehrspieler den Verein und wechselte zum FC Vaslui nach Rumänien. Dort wurde er zur Stammkraft in der Abwehr. Im Sommer 2013 verpflichtete ihn der russische Erstligist Tom Tomsk. Mit seinem neuen Klub musste er am Ende der Saison 2013/14 absteigen. In der Spielzeit 2014/15 verpasste er mit seiner Mannschaft den sofortigen Wiederaufstieg und kehrte anschließend zu Lewski zurück. Mit Lewski spielte er wieder um die bulgarische Meisterschaft, ehe ihn Anfang 2016 APOEL Nikosia unter Vertrag nahm. Mit dem Verein gewann er vier Mal in Folge die Meisterschaft. Für seine letzte Saison kehrte er erneut zu Lewski zurück.
Nachdem er mit APOEL vereinbart hatte, seinen Vertrag zu kündigen, kehrte Milanow erneut zu Lewski Sofia zurück. Am 11. Februar 2019 unterzeichnete er einen 1,5-Jahres-Vertrag mit dem Verein. Am 23. Juni 2020 bestritt Milanow sein letztes Profispiel gegen Lokomotive Plowdiw im Halbfinale des Pokals und endete mit 0:0. Nach dem Spiel gab er an, dass ihn eine Lungenerkrankung zum Rücktritt gezwungen habe.

### Nationalmannschaft
Für Bulgarien absolvierte Milanow bisher 30 Spiele. Sein Debüt gab er am 9. Mai 2006 gegen Japan. Er wurde in der Halbzeit für Walentin Ilijew ausgewechselt. Das Spiel in Osaka endete 2:1. Am 21. März 2017 gab er seinen Rücktritt aus der Nationalmannschaft bekannt.

## Erfolge
- Bulgarischer Meister: 2006, 2007, 2009
- Bulgarischer Pokalsieger: 2003, 2005, 2007
- Bulgarischer Supercupsieger: 2003, 2005, 2007
- Zyprischer Meister: 2016, 2017, 2018, 2019